# 마자키촌
마자키촌(満崎村)은 에히메현 우마군에 설치된 촌이다. 